# Evolution-Data Optimized

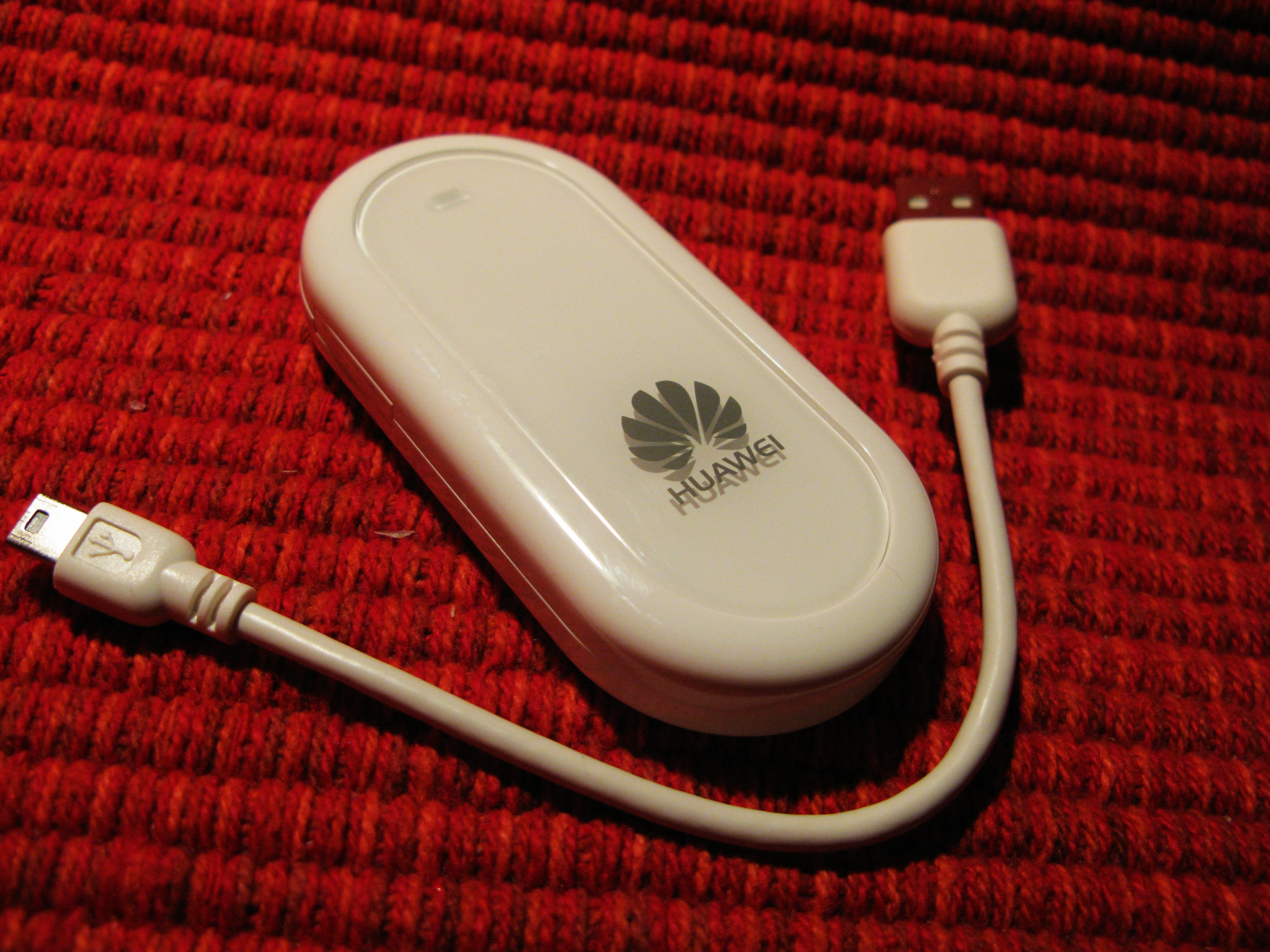
un exemple de CDMA 1x

Dans le domaine des télécommunications, dans les réseaux mobiles, le CDMA 1x Evolution-Data Optimized (abrégé en anglais par Ev-DO, 1xEv-DO ou EvDO) est une technologie normalisée par l'organisme 3GPP2 en 1999 (révision A); elle est dite de troisième génération 3G (voire « 3.5G » pour certains). Les fournisseurs de services mobiles à la norme CDMA la déploient dans leur réseau afin d'offrir à leurs abonnés des services de transmissions de données (comme l'accès à internet par exemple) avec des débits descendants plus importants. Le débit théorique est d'environ 2,5 Mbit/s en EvDO, contre de 70-80 Kbit/s en moyenne dans un réseau 2.5G CDMA 1xRTT. Comparé à la technologie 3G WCDMA/HSDPA, le débit théorique est un peu moins élevé. En revanche, la couverture en EV-DO est généralement plus homogène dans les pays où le service CDMA est disponible. Selon « Infonetics research », le nombre d'abonnés aux services 3G data mobiles au niveau mondial à la fin de 2007 était de 7,2 millions, dont 2,1 millions utilisaient la technologie 3G W-CDMA/HSDPA et 5.1 millions utilisaient les technologies CDMA2000/EV-DO.
 
Début 2012, le nombre d'abonnés à des réseaux à la norme CDMA-EvDO atteint 210 millions ; il est largement dépassé par celui des abonnés 3G WCDMA/UMTS qui sont plus d'un milliard dans le monde.
Des services EvDO sont offerts ou étaient offerts par des opérateurs mobiles notamment dans les pays suivants :
- Algérie
- Angola
- Australie
- Brésil
- Burkina Faso
- Cameroun
- Canada (par Bell Mobilité et Telus)
- Corée du Sud
- Côte d'Ivoire
- Djibouti
- États-Unis (par Verizon et Sprint Nextel)
- Éthiopie
- Haïti
- Indonésie
- Israël
- Japon
- Lettonie
- Madagascar
- Maroc
- Mauritanie
- Mexique
- Norvège
- Nouvelle-Zélande
- Portugal
- Porto Rico
- République dominicaine
- République tchèque
- Roumanie
- Russie
- Sénégal
- Togo (par Togo Télécom)
- Ukraine
- Venezuela
- Congo-Brazzaville (par Congo Telecom)

L'EVDO est standardisé par le 3GPP2, comme une partie de la famille des standards CDMA. 1xEV-DO se prononce en anglais comme «Wun-Ex E-Vee-Dee-Oh» et en français comme «Un-iks Eu-vé-dé-oh.» Il est fréquemment référencé dans l'industrie comme DO (« Dee-Oh » en anglais et « Dé-Oh » en français).